# 장미의 기사

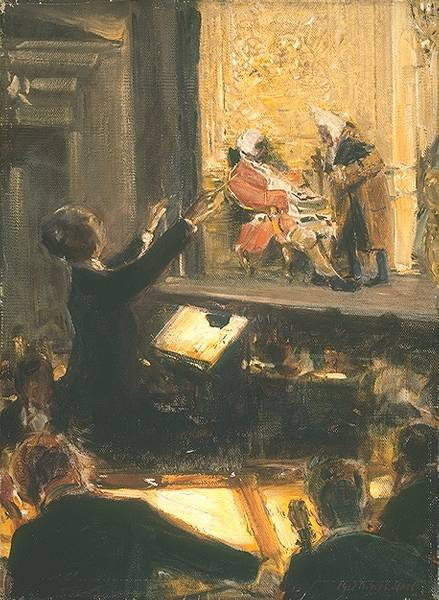

장미의 기사(독일어: Der Rosenkavalier)은 리하르트 슈트라우스가 작곡한 3막의 오페라이다. Louvet de Couvrai의 소설 (Les amours du chevalier de Faublas)과 몰리에르의 희극 푸르소냐크씨(Monsieur de Pourceaugnac)를 각색하여 후고 폰 호프만스탈이 독일어 대본은 완성하였다. 1911년 1월 26일 드레스덴 젬퍼 오페라 하우스에서 막스 라인하르트의 연출로 초연되었다.

## 등장인물
| 배역                                                                   | 성악 부분                          | 초연, 1911년 1월 26일 (에른스트 폰 슈흐 지휘) |
| ---------------------------------------------------------------------- | ---------------------------------- | --------------------------------------------- |
| 원수(元帥) 부인, 마리 폰 테레즈 베르덴베르크 공비.(마르살린)           | 소프라노                           | Margarethe Siems                              |
| 옥타비안 로프라노, 백작, 그녀의 젊은 연인                              | 소프라노 또는 메조소프라노         | Eva von der Osten                             |
| 모하메드, 그녀의 흑인 시종                                             | 묵음                               |                                               |
| 오크스 폰 레르헤나우, 남작, 그녀의 사촌                                | 베이스                             | Karl Perron                                   |
| 소피 폰 파니날                                                         | 소프라노                           | Minnie Nast                                   |
| 헤르 폰 파니날, 소피의 벼락 부자인 아버지                              | 바리톤                             | Karl Scheidemantel                            |
| 마리안네, 그녀의 가정부                                                | 소프라노                           |                                               |
| 발차키, 이탈리아의 음모가                                              | 테너                               |                                               |
| 안니나, 그의 조카이자 파트너                                           | 콘트랄토                           |                                               |
| 공증인                                                                 | 베이스                             |                                               |
| 이탈리아 가수                                                          | 테너                               |                                               |
| 레오폴트, 남작의 집사                                                  | 묵음                               |                                               |
| 세명의 귀족 고아들                                                     | 소프라노, 메조- 소프라노, 콘트랄토 |                                               |
| 여성 모자 상인                                                         | 소프라노                           |                                               |
| 애완동물 행상인                                                        | 테너                               |                                               |
| 파니날의 집사장                                                        | 테너                               |                                               |
| 경찰 조사관                                                            | 베이스                             |                                               |
| 마르샬란의 집사장                                                      | 테너                               |                                               |
| 하인 4명                                                               | 테너들, 베이스들                   |                                               |
| 웨이터 4명                                                             | 테너, 베이스들                     |                                               |
| 플루트 주자, 요리사, 미용사와 그의 조수 학자, 여인숙 주인, 귀족 미망인 | 모두 묵음                          |                                               |
| 하인들, 고용된 사기꾼들, 아이들, 관리 장관들                           |                                    |                                               |

## 악기편성
플루트3(3번은 피콜로 겸함), 오보에3(3번은 잉글리시 호른 겸함), 클라리넷3, 베이스 클라리넷, 바순3(3번은 콘트라바순 겸함), 호른4, 트럼펫3, 트롬본3, 튜바, 팀파니, 큰북, 작은북, 탬버린, 심벌즈, 트라이앵글, 라쳇, 종, 글로켄슈필, 첼레스타, 하프2, 현5부(16,16,12,10,8)

## 연주시간
• 1막: 1시간 10분, 2막: 59분, 3막: 1시간 5분
• 총연주시간: 3시간 15분

## 배경
- 1740년대, 마리아 테레즈 여제의 통치 지배기
- 오스트리아, 빈

## 줄거리
18세기 중반, 마리아 테레지아 여왕 통치 초기의 빈

### 사전 내용
합스부르크 제국의 영화가 한창이던 마리아 테레지아 여왕(Maria Therese)시절의 빈이다. 미청년 옥타비안 로프라노(Octavian Rofrano)백작과 지체 높은 원수부인(Marshallin)인 베르덴베그 왕녀 (Princess Von Werdenberg)는 그렇고 그런 사이이다. 옥타비안은 아직 20대도되지 않은 미청년이고 상대방은 30이 넘은 귀부인이다. 당시 귀족 사회에서는 지체 높은 나리들께서 젊은 아가씨를 애인으로 삼아 인생을 즐기는 일이 유행이었던 것과 마찬가지로 남편과 따로 노는 마나님들도 젊은 미소년을 애인으로 삼아 탐미의 생활을 보내는 것이 공공연한 비밀이었다. 원수부인의 남편인 베르덴베르크 원수는 사냥(또는 연회)목적으로 외출을 나가는 일이 많았기 때문에 본작에선 등장하지 않는다. 이날도 옥타비안과 베르덴버그왕녀는 남편 베르덴베르크 원수가 크로아티아에 사냥나간 틈을 타서 왕녀의 방에서 즐거운 시간을 보내고 있다.

### 제1막
- 원수부인의 침실, 아침

막이 오르면 옥타비안은 아직도 침대에 누워있는 원수부인을 내려다보면서 관능의 밤을 함께 했던 모습과는 달리 신선한 아침공기 아래 색다른 그녀의 모습에 놀라는 눈빛이다. 그 차이는 자신만이 알고 있다고 기뻐하며 응석도 부린다. ‘캥캥’이라는 애칭을 부르며 원수부인은 17세의 연인의 애교를 자못 귀여워한다. 커튼 사이로 점점 아침 햇살이 비쳐 들어오자 옥타비안이 낮이 오는 것을 투털대며 항상 밤이면 좋겠다는 심정을 토로하며 커튼을 다시 넓게 펼쳐 조금이라도 빛을 막으려 한다. 이런 모습을 원수부인은 흐뭇하게 바라본다.
초인종 소리가 나자 옥타비안은 침대 뒤 커튼 속에 재빨리 몸을 숨기는데, 깜빡 잊고 칼을 놓고 간다. 원수부인은 황급히 칼을 그에게 던져 준다. 어리고 깜찍한 흑인시종이 아침 식사를 가져와 테이블 위에 놓고 나간다. 두 사람은 다시 함께 앉아서 아침 식사를 한다. 그런데 원수부인이 어젯밤 남편의 꿈을 꾸었다고 말하자, 옥타비안은 놀라며 자신과 단둘이 보내는 밤에 어떻게 남편 꿈을 꿀 수 있냐며 화를 낸다. 원수부인은 일부러 그런 것이 아니고 또한 갑자기 남편이 돌아온 꿈이었기 때문에 너무 놀라서 깼다고 설명한다. 옥타비안은 대원수는 먼 곳으로 사냥을 하러 갔으니 걱정할 것 없다며 위로하지만, 원수부인은 그래도 걱정스러운 듯 예전에도 들킬 뻔한 적이 적이 있다는 우려의 말을 내어놓는다. 그 말에 옥타비안은 전에도 다른 남자가 있었다는 것을 깨닫고 질투에 불타 원수부인을 다그친다. 원수부인은 대답을 회피하려 애쓰는데, 그때 밖에서 시끄러운 소리가 들리자 정말 남편이 돌아온 줄 알고 둘은 몹시 당황한다. 다시 옥타비안은 침대 뒤 커튼 속으로 몸을 숨긴다. 점점 밖에서 소란스러움이 커지고, 자세히 들으니 그것은 오크스 폰 레르헤나우 남작의 방문으로 인한 것이라는 사실을 알고 우선은 안심한다. 이미 하녀의 복장을 하고 다시 나타난 옥타비안을 보고 여장을 해도 잘 어울린다며 원수부인은 흐뭇한 미소를 짓는다. 오크스 남작이 하인들의 만류를 뿌리치고 원수부인의 침실로 들어오는데, 이를 피해 슬쩍 나가려던 하녀 복장의 옥타비안과 부딪힌다. 호색한이었던 남작은 당장 곱상한 하녀를 눈여겨보며, 이리저리 빠져나갈 궁리를 하는 옥타비안의 앞을 자꾸만 가로막는다.
방으로 들어서 원수부인과 마주한 남작은 프랑스식 인사를 3번 한 뒤 다짜고짜 자신의 용무를 이야기한다. 지난번 편지로 전한 바와 같이, 귀족이 된 지 얼마 안 되는 파니날 가의 딸과 결혼을 하게 되어서 옛 관습에 따라 약혼 예물을 줄 때 '장미의 기사'를 앞세우고 싶으니 마땅한 사람 추천해 달라는 것과, 결혼으로 인한 재산 분배에 관해 법적으로 확실히 해두고 싶으니 공증인을 소개해 달라는 두 가지 방문의 목적을 말한다. 옥타비안과의 바쁜 교제로 인해 그 편지를 잘 읽지 않았기 때문에 원수부인은 적당히 얼버무리면서 맞장구를 쳐준다. 공증인은 아침 접견 때 만날 것이니깐 그때 보면 될 것이라고 덧붙인다. 그 동안 남작은 마리안델에게 추파를 던지면서 유혹하기 시작한다. 옥타비안은 몸을 꼬면서 마지못해 이런저런 물음에 답하지만 난처하기 그지없다. 우스꽝스러운 모습에 원수부인은 억지로 웃음을 참으며, 곧 신랑이 될 사람이 다른 여자를 유혹하는 것을 넌지시 비꼬며 나무란다. 부끄러운 줄도 모르고 남작은 농원에 일하러 온 처녀들을 낚아챈 이야기, 여러 하녀에게 손을 댄 이야기 등을 태연스레 장황하게 늘어놓는다. 마리안델에게도 이미 마수를 뻗친 그는 그는 원수부인에게 자기 미래의 아내에게 하녀로 주지 않겠느냐는 말을 먼저 꺼낸다. 다소 놀란 부인이 제안을 거절하자, 남작은 그래도 고운 얼굴을 한 하녀인 것을 보니 마리안델이 귀족의 피가 섞여 있음에 틀림없다며, 실은 자기도 하녀에게 낳게 한 아들을 종으로 부리고 있다고 덧붙인다. 원수부인은 어이가 없어 하면서도, 문득 생각난 듯 마리안델에게 옥타비안 백작의 초상화가 들어있는 작은 함을 가져오라고 한다. 당황스럽고 주저하면서 마리안델이 초상화를 가져와 건네자, 원수부인은 그것을 남작에게 보이며, 그 사람을 '장미의 기사'로 추천한다고 말한다. 남작은 초상화 속의 젊은이가 마리안델과 너무 닮은 것을 보고 의아해하지만, 그렇다면 아마 마리안델이 로프라노 가의 사생아쯤 될 것이라고 생각한다.
남작은 마리안델에게 "너는 귀족과 함께 식당에 앉아서 식사를 해 본 적이 있느냐? 나랑 하겠느냐?"라면서 그녀를 유혹한다. 그는 부끄러운 줄도 모르고 원수부인 앞에서 열심히 엽색 행각을 보인다. 즉 계속 마리안델을 껴안고 치근대는 것이다. 원수부인이 제시하는 것들을 받아들인 남작은 만족해한다. 원수부인은 마리안델을 물러가게 하고, 그동안 대기실에서 기다리고 있던 여러 알현객들을 들어오게 한다. 사람들이 들어오는 틈을 타 옥타비안은 원수부인의 침실을 빠져나간다.
문이 열리자, 시녀나 하인들과 함께 고아원에 기부를 부탁하는 3명의 고아들, 공증인, 요리사, 모자 장수, 동물 장수, 이탈리아 가수, 가수의 매니저, 음모가 발차키와 그의 조카 안니나 등이 차례로 들어온다. 3명의 고아들이 자기들에게 자비를 베풀 것을 함께 노래하고, 다른 사람들도 각자의 용무를 원수부인에게 하나둘씩 이야기하며 잘 보이기 위해서 아부를 한다. 그동안 원수부인은 미용사의 도음으로 아침 단장을 한다. 즉 부인은 아침 단장을 하는 시간을 이용해서 잡다한 알현객들을 처리하는 것이다. 당시의 풍속을 세밀하게 묘사한 이 장면은 마치 풍속화처럼 상당히 시끌벅적한 대목이다.
방문자 중 이탈리아에서 온 가수가 앞으로 나와 부인을 위해 노래 한 곡을 멋들어지게 부른다. 그는 이탈리아풍의 세레나데를 부른다. 이 오페라에 나오는 세기말 독일권와는 분위기가 완전히 다른 벨칸토풍의 테너 곡이자 세레나데인 이 '완고함으로 이 가슴을 굳히고'는 마치 이탈리아 오페라의 한 대목을 듣는 듯이 청아하고 상쾌하다. (안정된 고음을 구사해야 하는 이 한 곡을 위해서 단역에 유명 테너들이 동원되는 경우도 적지 않는 대목이다.) 노래가 잠시 끝나자, 이번엔 남작의 집사인 레오폴트가 은장미가 든 함을 가지고 온다. 나머지 남작의 하인들도 침실로 들어온다. 그 사이 남작은 원수부인이 소개한 공증인과 이야기를 시작하는데, 엄청난 액수의 결혼지참금을 신부측에 요구하는 문서를 만들려고 하자 공증인은 망설인다. 비협조적인 공증인의 태도에 치밀어오르는 화를 억누르지 못한 남작은 책상을 내려치며 화를 낸다. 분위기를 잡아가며 노래하던 가수는 기분이 몹시 상해 노래를 그만두고 나가고, 어려 사람들 사이에는 수근수근한다. 머리손질을 끝낸 원수부인이 주위의 소란에 모든 사람들에게 돌아가라고 명한다. 발차키와 안니나는 남작에게 다가가 자기들을 신부의 감시역으로 고용하지 않겠느냐고 거래를 청한다. 남작은 레오폴트에게 은장미를 가지고 오게 해서 원수부인에게 전해준다. 마샬린이 옥타비안 백작에게 부탁해두겠다는 말하자 남작은 발차키와 안나나와 함께 원수부인의 방을 나선다.
자기 침실에 홀로 남은 원수부인은 자기도 한때 레지 공작의 젊은 딸이었을 무렵을 회상하며 조용히 생각에 담아 자신의 심경을 피력한다. 젊은 아가씨도 점점 나이를 먹어가기 마련이지만 신은 어째서 그런 모습을 자신에게도 보게 했는지 모르겠다며 다소 감상적인 분위기로 노래한다.
거기에 승마복 차림으로 다시 갈아입은 옥타비안이 당당하게 들어온다. 그는 원수부인의 기분이 다소 달라져 있는 것을 알지 못한 채, 쾌활하게 그녀를 껴안으려 한다. 원수부인은 그를 살짝 떼어놓고, 모든 것은 지나가기 마련인 것, 그도 조만간 자신을 버리고 가게 될 것이라고 쓸쓸하게 말한다. 갑자기 왜 그런 말을 하냐며 다시 매달리는 옥타비안에게 부인은 조용히 노래하며 기나긴 대화의 이중창이 시작된다. 한밤중에 일어나서 집안의 시계를 멈추게 해버린 일도 있지만 그래도 시간은 흘러가는 것, 그도 언젠가 자기를 버리고 말 날이 반드시 올 거라며 말하는 원수부인에게 옥타비안은 절대로 그런 날은 오지 않는다고 호언장담한다. 쓸쓸해 보이면서도 야릇한 미소를 지으며 원수부인은 이제 돌아가라고 옥타비안에게 말하며, 자기는 교회에 갈 준비를 해야한다고 말한다. 오후에는 프라터 공원에서 만나자고 약속하며 그를 돌려보낸다. 다소 부루퉁해진 옥타비안은 대답할 말을 찾지 못하고 서둘러 자리를 뜬다.
다시 홀로 남게 된 원수부인은 그에게 작별 키스조차 하지 못했다는 사실이 떠올라, 하인들을 불러 옥타비안 백작을 다시 불러오라고 명한다. 하지만 그는 이미 바람처럼 말을 타고 가버린 후다. 원수부인은 흑인 시종을 불러 은장미가 들어 있는 함을 건네 주며, 옥타비안 백작에게 갖다 드리라고 명하고 홀로 조용히 화장대 앞에 앉아 거울을 바라보며 생각에 잠긴다.

### 제2막
- 1막에서 수일 후, 빈 시내 파니날 저택의 응접실

막이 오르면 귀족가문과 인연을 맺는 명예로운 날이라며 기뻐하는 파니날의 모습이 보인다. 그에게 집사장이 신부의 아버지는 '장미의 기사'가 도착할 때는 밖으로 자리를 피하는 관습이 있다는 것을 알려주자, 파니날은 서둘러 밖으로 자리를 피한다. 몹시 긴장한 조피에게 하녀 마리안네가 창문 밖을 내다보며 '장미의 기사'가 마차에서 내렸다는 것을 알린다.
대문이 활짝 열리고 은색 예복의 옥타비안이 은장미를 오른손에 들고 당당하게 등장한다. 관례에 따라 청혼의 은장미를 가지고 왔다는 인사를 하고, 이를 받아들고 흐뭇해하는 조피 사이의 2중창이 노래된다. 의식이 끝나고 하인들과 손님들이 물러간 후 마리안네만이 입회해서 옥타비안과 조피는 허물없는 이야기를 나누기 시작한다. 조피는 귀족의 계도 연감을 자세히 조사해서 옥타비안의 나이와 엄청나게 긴 세례명까지 모두 알고 있다. 더욱이 '캥캥'이라는 애칭까지 알고 있다고 수줍어하며 말한다. 서로의 매력적인 모습에 끌리기 시작한 두 사람은 이야기를 나누는 동안 친근감 이상의 야릇한 감정을 느끼기 시작한다.
그때 남작와 그의 집사 레오폴트, 공증인, 시종 무리들이 파니날과 함께 들어온다. 남작은 조피를 보고 너무 좋아하면서 교양 없는 태도로 그녀를 함부로 대한다. 남작의 이런 무례한 태도는 옥타비안의 그것과 대조된다. 옥타비안 같은 귀족이 나타날 줄 알았던 그런 남작을 보고 적지 않게 당황한다.
그러나 남작은 아랑곳하지 않고 여전히 안하무인이다. 그는 조피와 즐거운 결혼 생활을 상상하면서 그 장면을 조피에게 이야기한다. 남작은 조피에게 계속 치근대면서 그녀를 희롱하고 껴안으려 하지만, 조피는 질겁하면서 그의 팔을 뿌리친다. 그러나 남작은 "저런 애가 나중에는 더 좋은 법이야"라면 왈츠를 즐겁게 부른다. 파니날과 공증인이 등장하자, 남작은 그들과 함께 앞으로의 재산 분배를 의논하기 위해 안으로 들어간다.
곁에서 남작의 작태를 지켜보던 옥타비안이 조피에게 저런 남자와 정말 결혼할 것이냐고 묻는다. 조피는 말도 안 되는 이야기라며 고개를 내젓고, 급기야 그에게 도움을 청한다. 그때 파니날 저택의 술을 엄청 마셔버린 남작의 시종들이 파니날의 하녀들에게 덤벼들어 추태를 부리자 집안이 온통 야단법석이 되어버린다. 조피와 계속 함께 있던 마리안네도 그 소동에 휩쓸려 자리를 잠시 비운다. 옥타비안과 조피 두 사람만 남게 되자, 서로의 상황을 애처로워 하며 자연스레 서로 이끌리게 된 두 사람은 억누르지 못하고 불타오르는 감정을 담아 서로에게 사랑을 고백한다. 두 사람은 굳게 껴안고 입을 맞추며 사랑의 2중창을 부르며 앞으로 닥쳐올 난국에 함께 대처하기로 한다. 이때 남작과 모종의 약속을 했던 발차키와 안니나가 살짝 숨어들어온다. 서로 껴안은 두 사람을 붙잡고  보고 슬금슬금 다가간 두 사람은 마침내 조피와 옥타비안을 붙잡고, 현장범으로 붙들린 이들을 고발하기 위해 남작을 소리쳐 부른다.
급히 다른 방에서 나온 남작은 유심히 상황을 관찰한다. 그런 남작에게 옥타비안은 아가씨는 당신과 결혼할 생각이 없다고 공개적으로 말하지만, 남작은 그런 것은 걱정할 바가 못 된다고 코웃음을 칠 뿐이다. 조피를 데리고 갈려고 하자 화가 치밀어 오른 옥타비안은 칼을 뽑아 들고 이내 결투를 신청한다. 일이 이렇게 되자 남작도 응수할 수 밖에 없게 되었는데, 결투가 시작되자마자 얼마 싸우지도 않고 팔에 가벼운 상처를 입는다. 그러자 남작은 큰소리로 아프다며 "살인자다, 경찰 불러"라고 호들갑을 떤다. 소동을 듣고 파니날과 남작의 하인 모두가 몰려 나오고, 남작의 하인들은 남작을 의자에 앉히고 상처를 살피며 의사를 부르라고 야단이다. 그 사이에 조피는 부친에게 절대로 남작과 결혼하지 않겠다고 단언하지만 화가 난 파니날은 그렇다면 수녀원으로 가야 한다고 딸을 윽박지른다. 옥타비안은 조피에게 은밀히 꼭 심부름꾼을 보내겠다고 말하고 파니날에 떠밀려 집을 나선다. 경상임에도 불구하고 큰 소동을 벌인 남작은 의사의 치료도 끝나자 의자에 한 손으로는 포도주잔을 걸치고 쉰다. 남작이 편히 쉴 수 있도록 모두가 자리를 비껴준다.
홀로 앉은 남작에게 안니나가 다가온다. 마리안델로부터 밀회의 편지를 가져왔다고 말하며 편지를 건내고 수고비를 달라며 손을 내밀지만 남작은 수고비를 줄 의향이 없다. 화가 난 안니나가 토라져 방을 나가버린다. 새롭게 펼쳐질 도전의 기대로 기분이 다시 좋아진 남작은 홀로 서서 자신과 함께 한 황홀한 밤도 어느 여인에게나 너무 짧을 수 밖에 없다며 법은 없다며 왈츠의 선율에 맞추어 흥얼거린다.

## 제3막 – 여관: 오크스 남작의 몰락과 원수 부인의 체념

### 🎭 배경: 허름한 여관 – 오크스를 함정에 빠뜨리기 위한 계략
- 옥타비안과 하인들은 오크스를 곤경에 빠뜨리기 위해 계략을 꾸밉니다.
- 옥타비안은 여장(‘마리안델’)을 하고 오크스를 유혹합니다.
- 오크스는 속아 넘어가고, 조피의 아버지와 경찰이 들이닥쳐 그가 바람을 피운 것으로 오해받습니다.
- 결국, 오크스는 조피와의 결혼을 포기하고 도망칩니다.

💔 원수 부인의 마지막 결단
- 원수 부인은 옥타비안과 조피를 마주하게 됩니다.
- 그녀는 옥타비안이 자신이 아닌 조피를 사랑한다는 것을 깨닫고, 조용히 물러납니다.
- 원수 부인은 자신이 옥타비안을 붙잡을 수 없음을 인정하며, 마지막으로 한마디를 남깁니다.
  - “그를 사랑했다면, 놓아줘야 한다.”
- 조피와 옥타비안은 서로의 사랑을 확인하고, 기쁨 속에서 막이 내립니다.

🎵 주요 음악:
- 🎶 〈3중창(Hab' mir’s gelobt)〉 – 원수 부인, 조피, 옥타비안이 함께 부르는 감동적인 장면
- Marschallin: Hab’ mir’s gelobt, ihn lieb zu haben in der richtigen Weis’. (내가 맹세했었지, 그를 올바른 방식으로 사랑하겠다고.) Dass ich selber sein Lieb’ ihm nicht verderb’. (내 사랑이 그를 망치지 않도록 하겠다고.) Nicht ganz und gar! Hab’ mir’s gelobt! (완전히 망치지 않겠다고! 내가 맹세했었지!) Octavian & Sophie: (Leise) Hab’ mir’s gelobt... (작게) 내가 맹세했었지... Marschallin: Soll er’s auch tun, wenn’s ihm so recht ist. (그도 그렇게 해야겠지, 그게 옳다면.) Octavian & Sophie: Hab’ mir’s gelobt. (내가 맹세했었지.) Marschallin: Euch ist kein Leid gescheh’n, nicht euch, und mir... (너희에게는 어떤 슬픔도 닥치지 않았지, 너희에게는... 그리고 나에게는...) Octavian & Sophie: Hab’ mir’s gelobt. (내가 맹세했었지.) Marschallin: Es ist halt so, da kann man nichts. (그저 그런 거야, 어쩔 수 없는 일이야.) Octavian & Sophie: Hab’ mir’s gelobt. (내가 맹세했었지.)
- 리하르트 슈트라우스(Richard Strauss)의 장례식에서 실제로 연주된 곡은 그의 오페라 **《장미의 기사》(Der Rosenkavalier)**의 **3중창 "Hab' mir's gelobt"**입니다. 이 곡은 오페라의 마지막 부분에서 등장인물인 마르살린(원수 부인), 옥타비안, 조피가 함께 부르는 아름다운 합창으로, 이별과 새로운 시작을 담고 있습니다. 슈트라우스의 장례식에서 이 곡이 연주된 이유는, 그의 음악적 유산을 기리며 삶의 끝자락에서의 평온함과 이별의 감정을 표현하기 위함이었습니다. 이 3중창은 오페라 역사상 가장 감동적인 장면 중 하나로 평가받으며, 슈트라우스의 장례식에서 그의 음악적 업적과 감성을 추모하는 의미로 연주되었습니다.
- 🎶 〈옥타비안 & 조피의 사랑의 이중창〉 – 두 사람이 서로를 향해 노래하며 끝나는 장면

## 유명한 아리아
- Die Zeit, die ist ein sonderbar' Ding" (원수 부인)
- "Di rigori armato il seno" (이탈리아인 가수)
- 장미 수여의 듀엣 "Mir ist die Ehre widerfahren" (옥타비안과 소피)
- 트리오 "Marie Theres'! / Hab' mir's gelobt" (옥타비안과 소피, 원수 부인)
- 마지막 듀엣 "Ist ein Traum / Spür' nur dich" (옥타비안과 소피)

## 참고 문헌
- Murray, David: Rosenkavalier, Der in 'The New Grove Dictionary of Opera', ed. Stanley Sadie (London, 1992) ISBN 0-333-73432-7